# Коконукский язык
Коконукский язык, или коконуко (Coconucan, Coconuco, Guambiano) — диалектный континуум, на котором говорит народ гуамбиано на территории Колумбии. Имеет три разновидности: гуамбиано, коконуко (каука) и тоторо.

## Диалекты
- Гуамбиано (Guambia, Guambiano, Moguex) распространён на берегах реки Пьендамо, на западных склонах муниципалитетов Кальдоно, Сильвия, Торибио, Тоторо, Хамбало, Центральный Андский Кордильера департамента Каука.
- Каука (Cauca) в настоящее время является мёртвым.
- Тоторо (Totoro, Totoró) распространён в городе Тоторо, 17 км западнее Сильвия, департамента Каука.